# セヴェロドネツィク
- セベロドネツク[1]
- シェヴェロドネツク
- シェヴェロドネツィク

セヴェロドネツィク (ウクライナ語: Сєвєродоне́цьк, 発音 [ˌsʲɛw(j)erodoˈnɛtsʲk] ( 音声ファイル); ウクライナ語: Сєверодоне́цьк, [ˌsʲɛwe-], 意味は「北のドネツィク」; または ロシア語: Северодоне́цк [ˌsʲevʲɪrədɐˈnʲetsk])  は、ウクライナ東部ルハンスク州の西部に位置するセヴェロドネツィク地区（ラヨン）の市である。
2020年7月のウクライナ最高議会の立法による地方自治体行政区画改革が行われるまでは、ラヨンに属さずラヨンと同格な州内主要都市の地位を与えられていたが、改革によって州内主要都市制度は廃止され、同時にセヴェロドネツィク地区に組み込また。また同地区及びその下位行政区分であるセヴェロドネツィク・フロマーダのそれぞれの行政中心地として制定された。州の行政の中心であるルハンスクから北北西約110 km (68 mi)のドネツ川流域に位置しており、同規模の双子都市リシチャンシクを同川を挟んで対岸に臨む。

## 概要
ウクライナ紛争の間、ドネツィク州が行政機能をクラマトルシクに一時的に移管しているように、ルハンスクは自称「ルガンスク人民共和国」に実効支配されているためウクライナ政府の管理が届かず、ルハンスク州は州行政庁をセヴェロドネツィクへ臨時に移管している。クラマトルシクもルハンスクも未だそれぞれの州の法律上（デ・ジュリ）の行政中心地となっている。
人口は2021年推計で約101,135人となっている。
セヴェロドネツィクにはいくつかの工場と、重要かつ巨大な化学製造センターで窒素肥料を製造している アゾト化学工場がある。市の約6キロ南にはセヴェロドネツィク空港があるが、2022年6月時点では長らく閉鎖されている。
2022年のロシアによるウクライナ侵攻ではロシア軍の攻撃を受け、2022年6月25日に制圧された。
町はドネツ川にちなんでドネツ (Donets, Donetz, Donez) として古地図に登場する。
現代のセヴェロドネツィクの基礎は、1934年のリシチャンシク市境界内でのリシチャンシク窒素肥料工場の建設開始と密接に関係している。ドネツ自体は既にリシチャンシクに合併されていた。工場建設現場の最初の労働者集落は ドネツ近隣のLiskhimstroiであった。1935年の9月には集落最初の学校が開校し、ケイ酸塩レンガ工場が生産を開始し、3棟の最初の二階建て住宅が建設された。1940年のLiskhimstroiには、47の住宅、学校、クラブ、幼稚園、保育園、化学企業合同の10棟のビルが存在していた。
第二次世界大戦中の1942年7月11日、 Liskhimstroiはドイツ国防軍によって占領されたが、1943年2月1日に赤軍によって解放された。1943年12月10日には、リシチャンシク窒素肥料工場を復興及び拡張する作業が始まった。1946年までには、17,000平方メートルに及ぶ戦前の住宅戸数は完全に復興した。
1950年、Svetlograd、Komsomolsk-on-Donets、Mendeleevsk、そしてSievierodonetskという4つの異形からなるLiskhimstroiの新名称が提案された。同年、Liskhimstroiはシヴェルスキードネツ（川）にあやかったセヴェロドネツィクへ改名し、また都市型集落の地位を獲得した。1951年1月1日、化学工場は最初の硝酸アンモニウムの生産物を製造した。
市内では地元紙が1965年4月から発行されている。

## 人口統計
2001年の国勢調査による市内の住民の民族構成は以下の通りである。
- ウクライナ人: 59%
- ロシア人: 38.7%
- ベラルーシ人: 0.6%
- その他: 1.7%

## 経済

### 化学製品
- アゾト（英語版）– ヨーロッパ最大級の化学工業企業で、窒素肥料を製造する化学工場がある[18][11]。
- «Khimpostavschik» 民間企業.
- «Himexelen, Ltd.»

## スポーツ
2012年2月19日、最初のバンディ・ウクライナチャンピオンシップはセヴェロドネツィクで開催され、地元チームのアゾト・セヴェロドネツィク が優勝した。

## 著名な住人
- en:Nikolay Davydenko
- en:Snejana Onopka

## ギャラリー

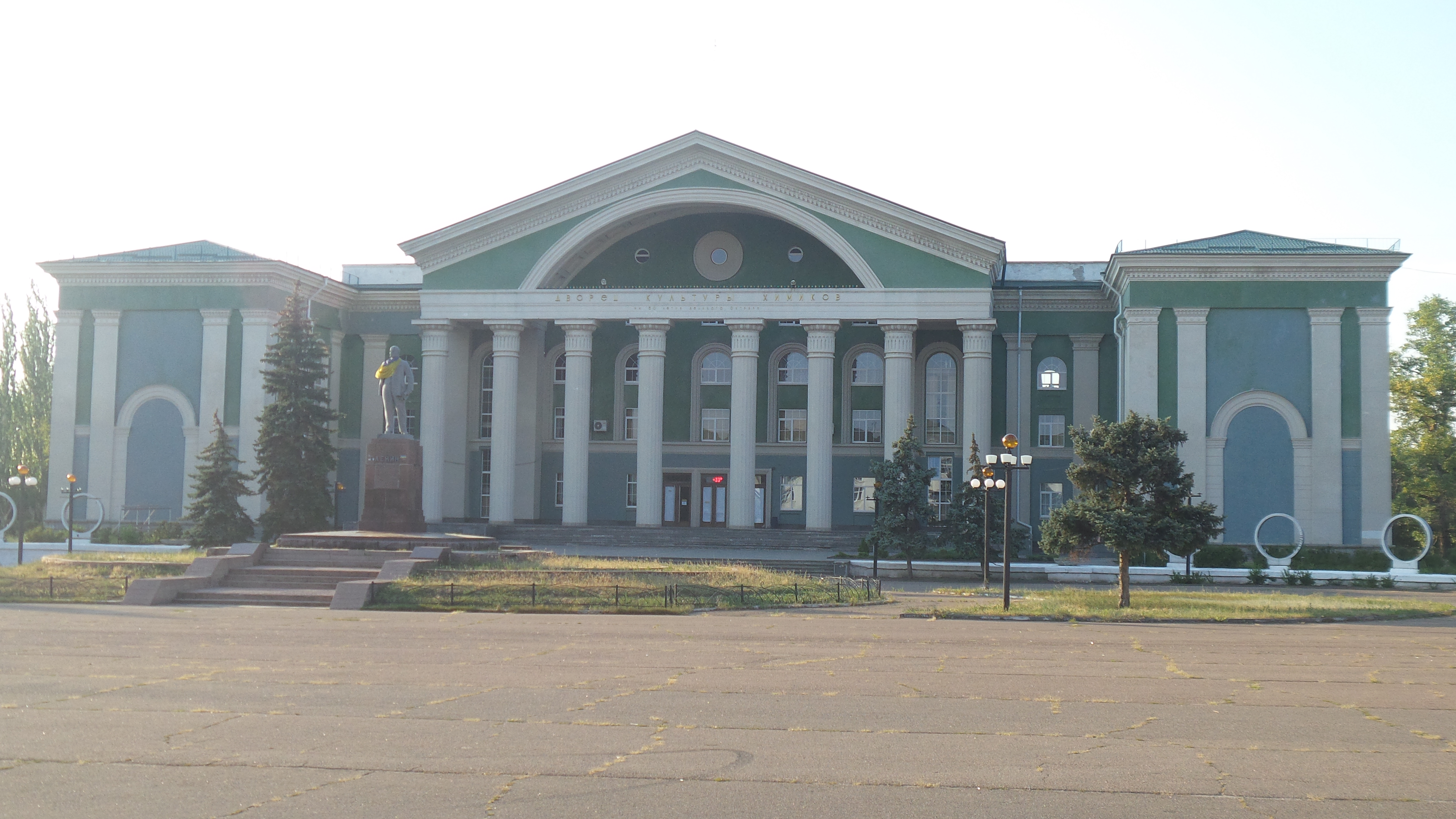
セヴェロドネツィクのメーン広場
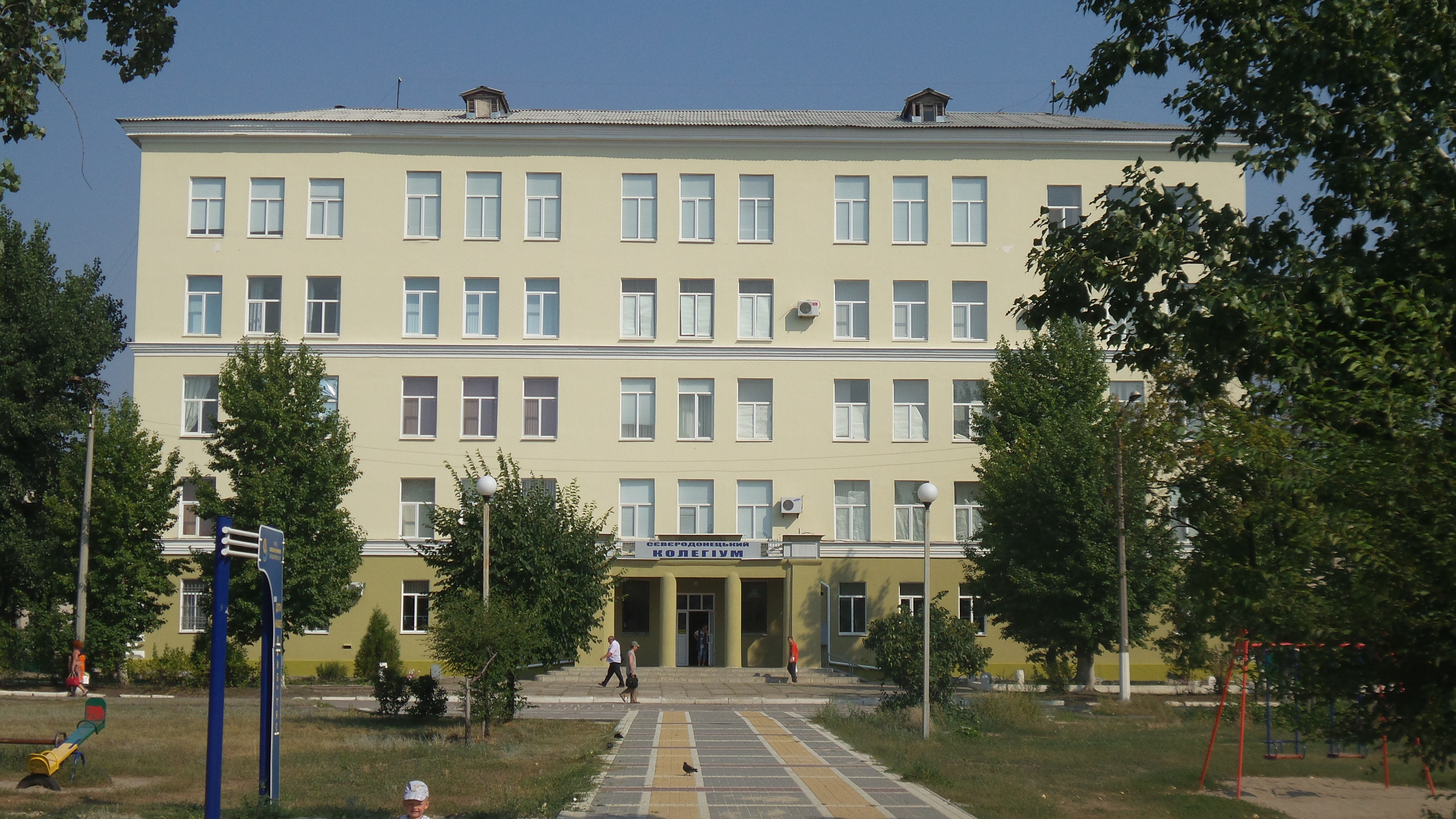
セヴェロドネツィク大学
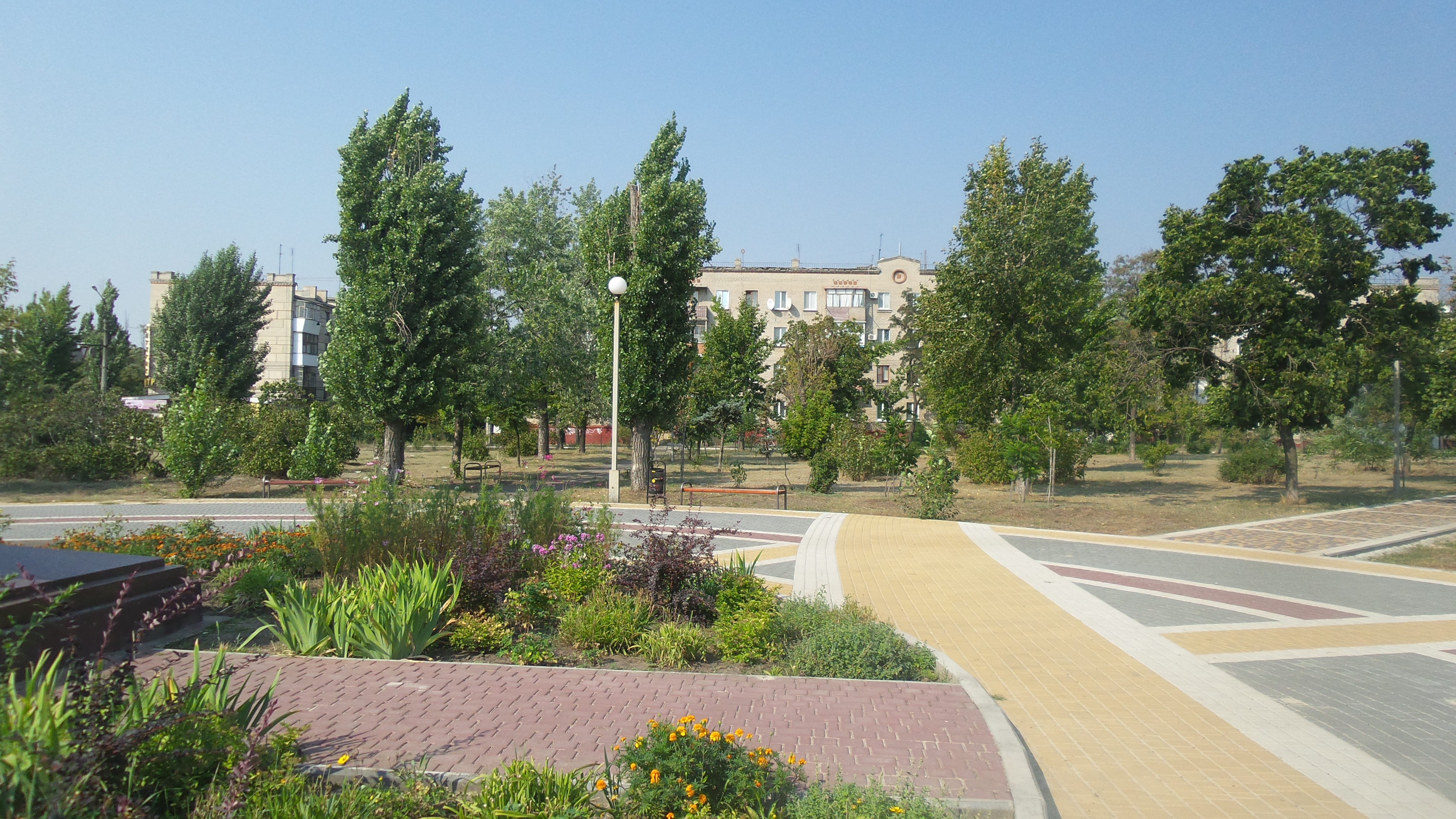
市中心部の裏通り
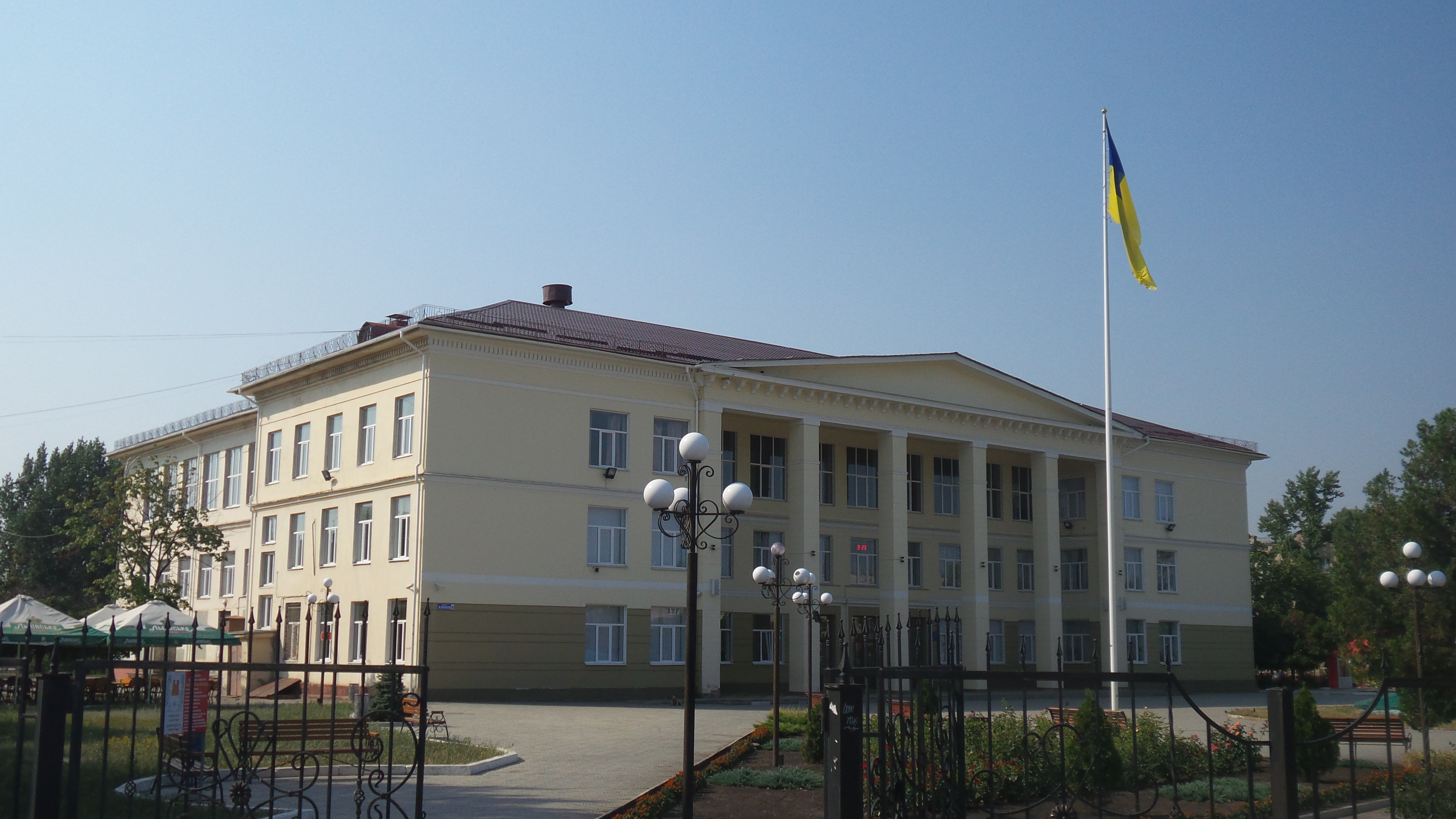
行政庁舎
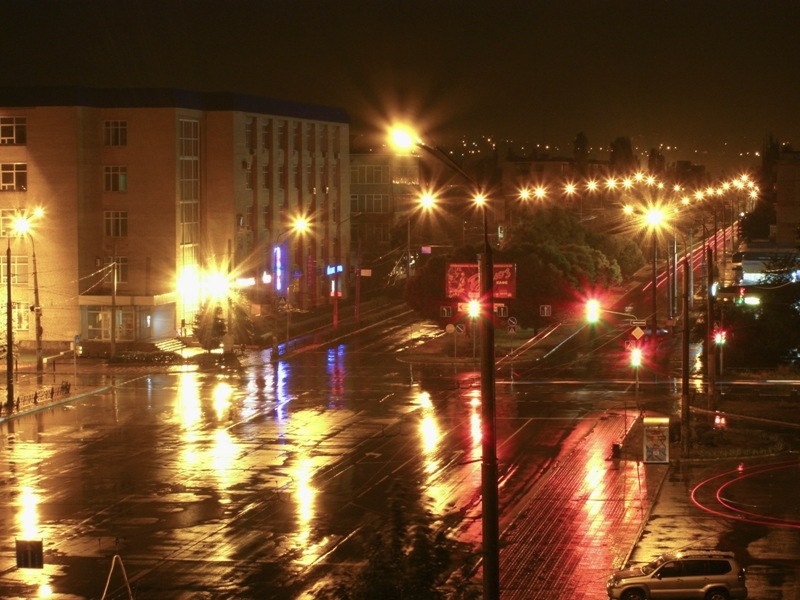
夜のセヴェロドネツィク
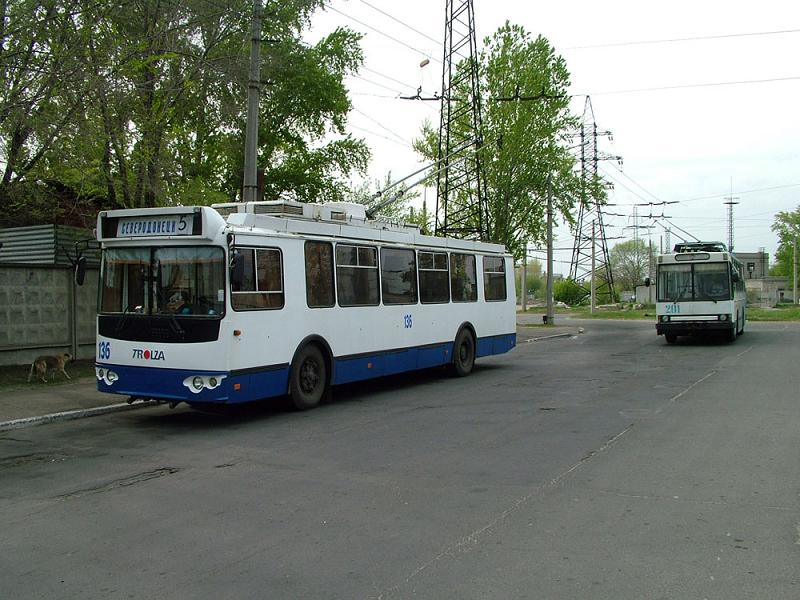
セヴェロドネツィクのZiU-9トロリーバス